# اینفرنال
اینفرنال گروه دنس/پاپ دانمارکی است. اعضای فعلی این گروه لینا رافن و پاو لجرمن هستند.
اولین آلبوم دانمارکی این گروه در سال ۱۹۹۷ منتشر شد که آهنگ «Sorti de L'enfer» موفقیت بین‌المللی برای این گروه کسب کرد.
موفق‌ترین آهنگ این گروه «From Paris to Berlin» است که در چارت‌های اروپایی در سال‌های ۲۰۰۶ و ۲۰۰۷ قرار داشت.
گروه اینفرنال تاکنون ۴ آلبوم استودیویی منتشر کرده‌است.
این گروه در سال ۲۰۰۶ ترانه «Self Control» را بازسازی کردند. 
این گروه آهنگ《I won't be crying》را نیز با شعری جدید بازسازی کردند